# Église de Kiuruvesi
L’église de Kiuruvesi (finnois : Kiuruveden kirkko) est une église luthérienne construite à Kiuruvesi en Finlande,.

## Description

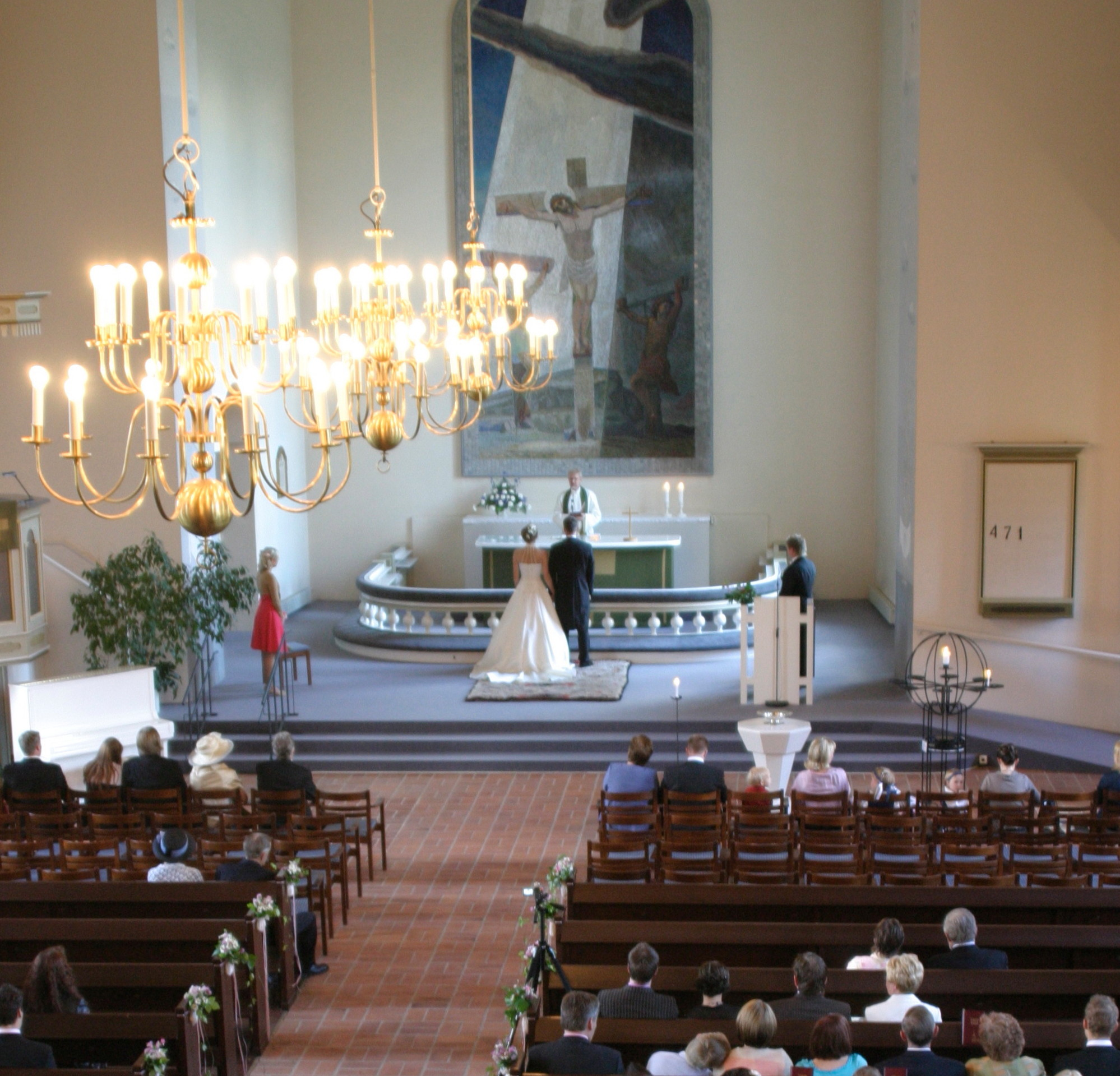
Vue vers l'autel.

L'édifice est conçu par Bertel Liljequist en 1938.
La construction commence en 1939 mais la guerre d'hiver interrompt les travaux jusqu'à la fin de la guerre.
L'église est mise en service par autorisation spéciale pour l'avent de 1940.
L'inauguration officielle par l'évêque Eino Sormunen a lieu le 25 mai 1941.
L'église dispose de 1000 sièges.
Le retable, réalisé en 1953 par Uuno Eskola, est une mosaïque composée de 300 000 pierres que l'artiste a ramassées en Italie dans les années 1950. Le chœur est éclairé par des vitraux.
L'église a deux orgues. l'orgue principal à 24 jeux est livré en 1978 par la fabrique d'orgues de Kangasala.
Le petit orgue a 8 jeux.
De l'extérieur l'église est typique de l'architecture de Bertel Liljequist.
Le bâtiment est crépi en blanc, la tour est haute et le portail porte un relief en granite rouge sculpté par Johannes Haapasalo.